# リヒャルト・ミュールフェルト
リヒャルト・ミュールフェルト（Richard Mühlfeld, *1856年2月28日 バート・ザルツンゲン – †1907年6月1日 マイニンゲン）は、19世紀後半の多芸多才のドイツ人音楽家で、当時のドイツで最も有名なクラリネットのヴィルトゥオーゾである。元はヴァイオリニストとしてマイニンゲン宮廷楽団に入団するが、後にクラリネット奏者に転向し、指揮者としても活躍した。ミュールフェルトの演奏に触発されてグスタフ・イェナーやカール・ライネッケ、ヨハネス・ブラームスが室内楽曲を創作し、わけてもブラームスの《クラリネット三重奏曲》や《クラリネット五重奏曲》、《クラリネット・ソナタ》は今日でも名作として盛んに演奏されている。

## 生涯

### 生い立ちと活躍
ザルツンゲンの都市楽師 (Stadtmusikus) であったレオンハルト・ミュールフェルト (Leonhard) の第4子として生まれ、音楽的な家庭環境のもとにヴァイオリンやピアノ、クラリネットの早期教育を受けて成長する。19世紀末まではとりたてて目立つ例というわけではないが、クラリネットは独学であった。さらに地元ザルツンゲンの聖歌隊にも加わっている。
1873年よりマイニンゲン公爵の宮廷楽団に入団し、当初は第2ヴァイオリン担当に属するが、すぐさまクラリネット奏者に指名され、しばしば首席クラリネット奏者の代役を果たした。3年間の兵役中には、軍楽隊の首席クラリネット奏者を務めた。この間も冬になると帰休せられ、宮廷楽団の補助団員を務めることができた。
1879年10月に、マイニンゲン宮廷楽団の首席クラリネット奏者の地位を占める。ミュールフェルトにとって有益なことに、1880年にハンス・フォン・ビューローが宮廷楽団の音楽監督としてマイニンゲンに赴任し、これによって宮廷楽団が精鋭オーケストラに鍛え上げられるとともに、ザクセン＝マイニンゲン公国の国境の外でもその名声を轟かせるようになった。かくてミュールフェルトもマイニンゲン宮廷楽団の一員として、数多くの演奏旅行に加わり、ドイツ内外のヨーロッパ各地を訪れた。
1881年にミンナ・ザイフェルト(Minna Seyfert)と結婚して2児を儲ける。1883年にザクセン＝マイニンゲン公ゲオルク2世から宮廷演奏家の称号を授与され、1890年には宮廷楽長に昇格された。この頃にはソリストとしてますます盛んに活躍するようになった。
1876年にマイニンゲン宮廷楽団の同僚とともに、ハンス・リヒターの指揮の下にバイロイト音楽祭の「杮落としの指環」に出演し、1884年からは12年間にわたってバイロイト祝祭管弦楽団の首席クラリネット奏者を務める傍ら、バイロイトでは、ヘルマン・レヴィやフェリックス・モットル、リヒャルト・シュトラウスと並ぶ指揮者としても活動した。
1904年からたびたび大病に苛まれるようになり、潜行性の腎臓の機能不全に陥って脳梗塞を起こした後、ついに1907年6月1日に帰らぬ人となった。亡骸はマイニンゲン霊園に埋葬されている。
実兄でマイニンゲンの音楽史研究家のクリスティアン(Christian Mühlfeld、1849 - 1932)が記録したところによると、リヒャルト･ミュールフェルトは、31年にわたる活動期間に138ヵ所で645回の演奏会を行なった。また、管弦楽団員としての活動の傍ら、マイニンゲン男声合唱団を指揮し、ピアノ教師としても働いた。

### ブラームスとの親交
ヨハネス・ブラームスは《弦楽五重奏曲 第2番 ト長調》作品111を完成させると、作曲活動を打ち切る気持ちを固めていた。だが後にミュールフェルトがウェーバーの《クラリネット協奏曲 第1番 ヘ短調》やモーツァルトの《クラリネット五重奏曲》、ルイ・シュポーアのクラリネット曲を演奏するのを聴いて、その演奏技巧や特色ある音色に霊感を受けて再び作曲に取り組むようになった。ブラームスは、ミュールフェルトと急速に顔馴染みとなって交流が始まると、親友クララ・シューマンに宛てて、このクラリネット奏者の驚異的な演奏について書き送っている。また、ミュールフェルトとの友情に感謝して、上等の銀のスプーンに銘を入れてミュールフェルトに贈った。
ミュールフェルトは、ブラームスとは、1881年より宮廷楽団員として密接に協力してきたが、個人的に音楽家同士として友情を育むのは1891年になってからであった。その結果ブラームスはミュールフェルトのために、《クラリネットとチェロ、ピアノのための三重奏曲 イ短調》作品114と《クラリネット五重奏曲 ロ短調》作品115を書き上げている。両曲とも1891年11月24日にマイニンゲンにおいて非公開の初演を迎え、《三重奏曲》はブラームス自身がピアノを演奏し、《五重奏曲》はヨアヒム四重奏団がサポートした。同年12月12日にベルリン・ジングアカデミーにおいてこれらが公開初演されると、ミュールフェルトの名は国際的なものとなり、とりわけウィーンやベルリン、ロンドンを毎年何度も訪れては演奏旅行を行うようになった。1894年にブラームスはミュールフェルトのためにヘ短調と変ホ長調のソナタを作曲すると、夏のうちにマイニンゲン公爵家の別荘があったベルヒテスガーデンにおいて両者でこの2曲の初演を済ませ、二人は1895年の初めまでに総計20回の演奏会でこれらのソナタを演奏した。

## 参考資料
- Mühlfeld, Christian: Die Herzogliche Hofkapelle in Meiningen. Biographisches und Statistisches Manuskript, Meiningen 1910.
- Müller, Herta: Richard Mühlfeld - der Brahms-Klarinettist. In: Brahms-Studien Bd. 13, Tutzing 2002.